# Georg Albert (Philosoph)
Georg Johann Jaroslav Albert (* 3. Oktober 1869 in Wien; † 19. Dezember 1943 ebenda) war ein österreichischer Philosoph, Schriftsteller und Privatgelehrter.

## Leben

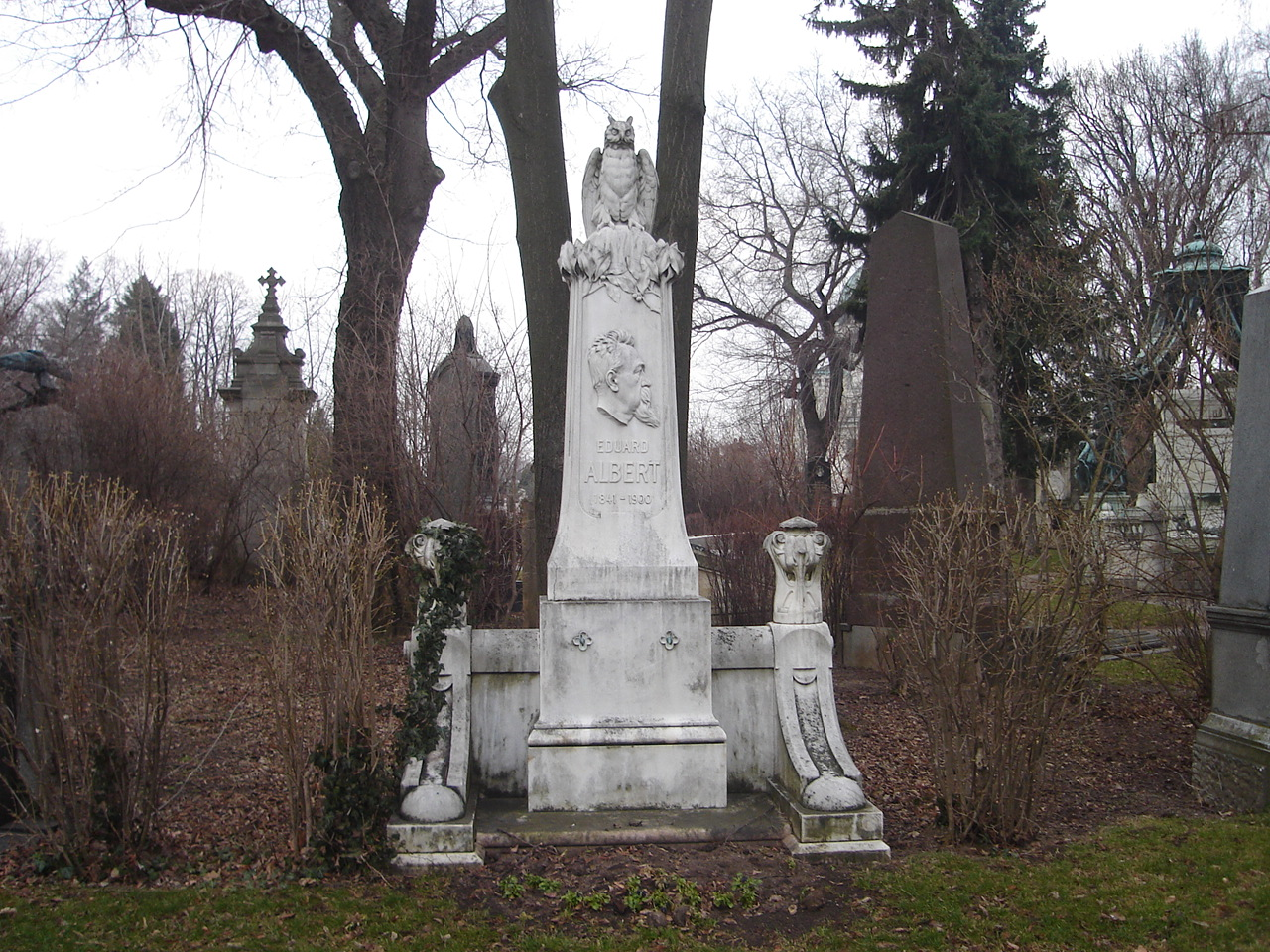
Grabmal des Vaters in Wien

Er war der Sohn des Hofrates und Professors der Chirurgie Eduard Albert. Nach dem Besuch des Schottengymnasiums studierte er an der Universität Wien Medizin und Philosophie.
1901 veranlasste er die Umbettung seines verstorbenen Vaters nach Wien und errichtete ihm ein monumentales Grabmal.
1898 promovierte er zum Dr. phil. Von 1916 bis 1918 nahm er am Ersten Weltkrieg teil und war Kriegswirtschaftsassistent im Kriegsministerium in Wien.
Als Privatgelehrter lebte er in Wien und publizierte mehrere Werke zu philosophischen Themen, nebenbei betätigte er sich gelegentlich auch als Dichter und Lyriker.

## Werke (Auswahl)
- Hundert Sonette (1891–1910), Wien, Deuticke, 1911.
- Eros. Akkorde und Dissonanzen, Zürich, Leipzig, Wien, Amalthea-Verlag, o. J. [1926].